# Scottish Division One 1902-1903
La Scottish Division One 1902-1903 è stata la 13ª edizione della massima serie del campionato scozzese di calcio, disputato tra il 16 agosto 1902 e il 4 aprile 1903 e concluso con la vittoria dell'Hibernian al suo primo titolo.
Capocannoniere del torneo è stato David Reid (Hibernian) con 14 reti.

## Stagione
Il campionato fu allargato a 12 squadre, dunque parteciparono le dieci della precedente stagione più le neopromosse dalla Scottish Division Two: il Partick Thistle, tornato dopo un anno di assenza, e il Port Glasgow Athletic, esordiente in Division One. Anche quest'anno, in previsione di un allargamento a 14 squadre previsto per la stagione successiva, non ci furono retrocessioni.
L'Hibernian conquistò il titolo alla terzultima giornata battendo 0-2 il Partick Thistle, mentre i Rangers, allora secondi, pareggiarono contro il Kilmarnock (0-0) e successivamente subirono il sorpasso del Dundee.

## Classifica finale
Fonte:
|  | Pos. | Squadra               | Pt | G  | V  | N  | P  | GF | GS |
|  | ---- | --------------------- | -- | -- | -- | -- | -- | -- | -- |
|  | 1.   | Hibernian             | 37 | 22 | 16 | 5  | 1  | 48 | 18 |
|  | 2.   | Dundee                | 31 | 22 | 13 | 5  | 4  | 31 | 12 |
|  | 3.   | Rangers               | 29 | 22 | 12 | 5  | 5  | 56 | 30 |
|  | 4.   | Hearts                | 28 | 22 | 11 | 6  | 5  | 46 | 27 |
|  | 5.   | Celtic                | 26 | 22 | 8  | 10 | 4  | 36 | 30 |
|  | 6.   | St. Mirren            | 22 | 22 | 7  | 8  | 7  | 39 | 40 |
|  | 7.   | Third Lanark          | 21 | 22 | 8  | 5  | 9  | 34 | 27 |
|  | 8.   | Partick Thistle       | 19 | 22 | 6  | 7  | 9  | 34 | 50 |
|  | 9.   | Kilmarnock            | 16 | 22 | 6  | 4  | 12 | 24 | 43 |
|  | 10.  | Queen's Park          | 15 | 22 | 5  | 5  | 12 | 33 | 48 |
|  | 11.  | Port Glasgow Athletic | 11 | 22 | 3  | 5  | 14 | 26 | 49 |
|  | 12.  | Morton                | 9  | 22 | 2  | 5  | 15 | 22 | 55 |

Legenda:
      Campione di Scozia.
      Retrocessa in  Scottish Division Two 1903-1904.
Regolamento:
Due punti a vittoria, uno a pareggio, zero a sconfitta.
Vigeva il pari merito. In caso di arrivo a pari punti per l'assegnazione del titolo o per i posti destinati alla rielezione automatica era previsto uno spareggio.